# Massanutten Mountain
Massanutten Mountain ist ein synklinaler Gebirgskamm in den Ridge-and-Valley-Appalachen im US-Bundesstaat Virginia. Es liegt in der Nähe der Staatsgrenze zu West Virginia.

## Geografie
Der Berg halbiert das Shenandoahtal östlich von Strasburg im Shenandoah County im Norden bis zu seinem höchsten Gipfel östlich von Harrisonburg im Rockingham County im Süden.
Das Gebiet ist in nördliche und südliche Abschnitte unterteilt, die durch die New Market Gap geteilt werden. Der nördliche Abschnitt besteht aus 3 ungefähr parallelen Kämmen, die 2 Täler bilden. Das breitere Haupttal wird Fort Valley genannt, während das kleinere als Little Fort Valley bekannt ist. Die Kämme des nördlichen Abschnitts laufen bei New Market Gap zusammen. Der südliche Abschnitt besteht aus einer Reihe von dicht beieinander liegenden Graten, die durch steile Bachschluchten getrennt sind.
Auf der Ostseite der Bergkette liegen das Page Valley und die Blue Ridge Mountains. Auf der Westseite liegen das North-Central Shenandoah Valley und der Great North Mountain der Alleghany Mountains.

## Flora und Fauna
Zu den Wildtieren auf Massanutten gehören Schwarzbären, Kojoten, Truthähne, Weißwedelhirsche, Wald-Klapperschlangen und Lunamotten. Zu den bedeutenden Pflanzen gehören Fußblätter, Bluets, Lupine, Kardinalblume und Pinxterblume.

## Berge

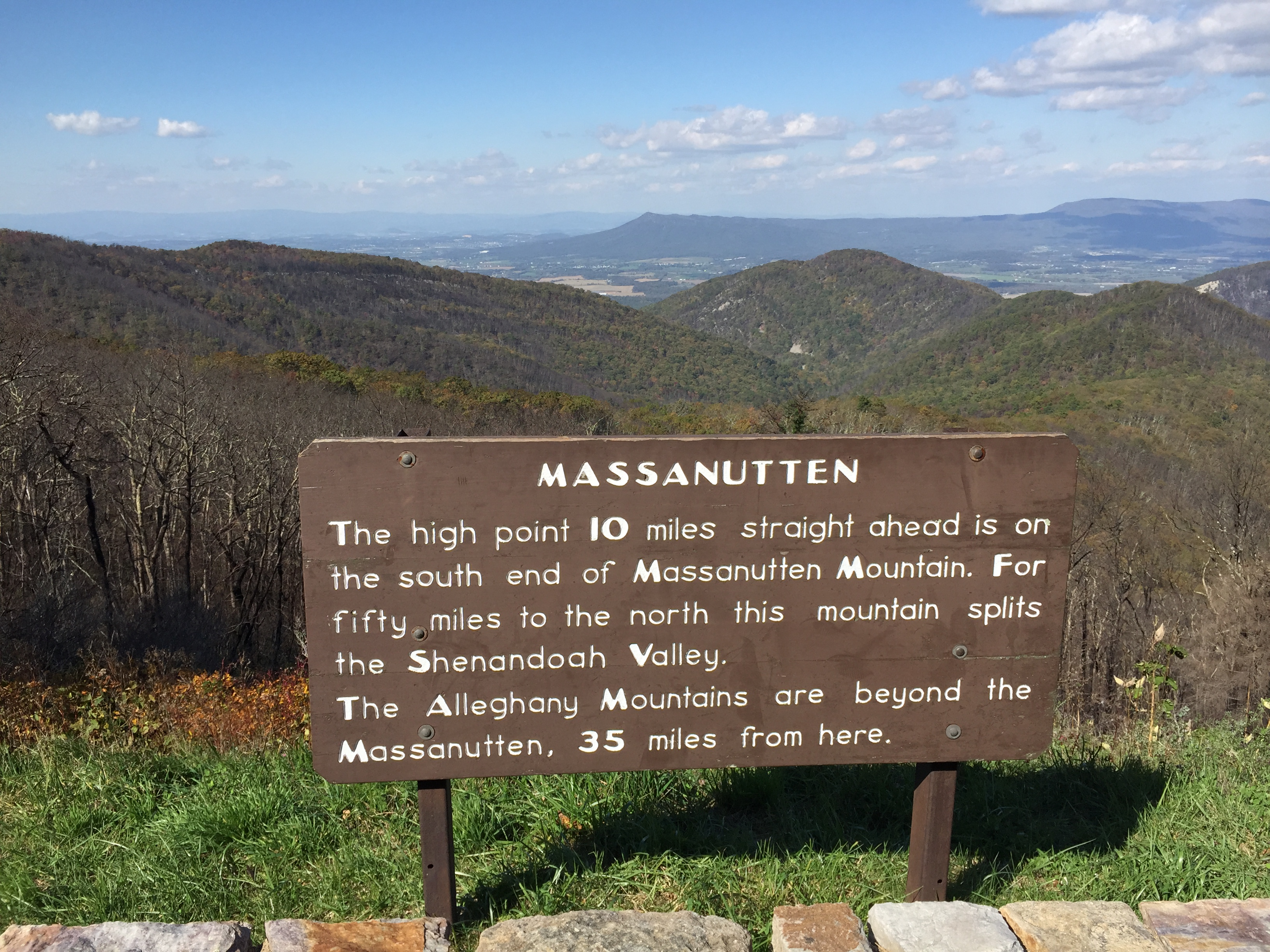
Infotafel

- Massanutten Peak
- Green Mountain
- InfotafelThree Top Mountain
- Powell Mountain
- Little Crease Mountain
- Short Mountain
- Mertins Rock
- Bowman Mountain
- Kerns Mountain
- Catback Mountain
- Waterfall Mountain
- First Mountain
- Second Mountain
- Third Mountain
- Fourth Mountain